# Мишель, Дьё-Мерси
Дьё-Мерси Ндембо Мишель (фр. Dieu-Merci Ndembo Michel; род. 9 февраля 2004, Монреаль, Квебек) — канадский футболист, нападающий клуба «Витория Гимарайнш».

## Клубная карьера
мишель — воспитанник клубов «Эдмонтон», «Сент-Альбер Импакт» и «Виктория Хайлендер». В 2022 году игрок подписал контракт с португальским «Витория Гимарайнш». 23 декабря 2024 года в матче против «Насьонал Фуншал» он дебютировал в Сангриш лиге. 3 января 2025 года в поединке против лиссабонского «Спортинга» Дьё-Мерси забил свой первый гол за «Виторию Гимарайнш».